# Ochthebius granulatus
Ochthebius granulatus är en skalbaggsart som först beskrevs av Étienne Mulsant 1844.  Ochthebius granulatus ingår i släktet Ochthebius och familjen vattenbrynsbaggar. Inga underarter finns listade i Catalogue of Life.